# Wim Claes
Willem (Wim) Claes (Leuven, 29 juni 1961 - 24 februari 2018) was een Belgisch arrangeur, componist en producer binnen de Vlaamse commerciële en variétémuziek.
Hij schreef samen met Emma Phillippa ('Emma Hjälmås) het nummer Like The wind voor Vanessa Chinitor, waarmee deze in 1999 naar het Eurovisiesongfestival in Israël ging.
Samen met Guido Veulemans  en Katrien Gillis schreef hij Lilali en Iniminimanimo voor Kim Kay. Met Gene Thomas schreef hij alle songs voor X-Session en voor het soloproject van Gene Thomas. Verder schreef hij songs voor onder anderen Clouseau, Dana Winner, Dean, Gunther Neefs, Tonya, Sam Gooris (k Heb de zon zien zakken in de zee), Luc Steeno (Dan gaan de lichten aan), Davy Gilles (Licht uit, Spot aan) en Salim Seghers (Dom van mij) en deed hij producties voor onder anderen Gene Thomas, Tonya (Sinterklaasje kom maar binnen..., Watte Wiette Woe?) en Max.
Hij werkte mee aan projecten zoals Idool, X Factor, Star Academy en Eurosong For Kids. Hij had een eigen opnamestudio, Studio Close, in Haacht en speelde ook mee in de liveband van Gene Thomas.